# Разбиване
WWE SmackDown (на български: Разбиване) е седмично телевизионно шоу на Световната федерация по кеч (WWE), едно от трите водещи шоута. Звездите на SmackDown обикновено правят четири представяния на месец. Шоуто се излъчва на живо всяка петък вечер по Fox.
В миналото, WWE записва вечерното шоу от вторник и го излъчва петък вечер същата седмица.
От неговото пускане през 1999 г., SmackDown се излъчва четвъртък вечер, но след 9 септември 2005 г. шоуто се премества в петък вечер. За да отрази тази промяна, шоуто се преименува на WWE Friday Night SmackDown (Разбиване в петък вечер). Заради часовата разлика, SmackDown се излъчва няколко часа по-рано във Великобритания и ден по-рано в Австралия, Сингапур и Филипините от Съединените щати.

## Телевизионни персонажи

### Шампиони
| Шампионска титла                 | Настоящите шампион(и)  | Носене | Дата на спечелване | Дни | Шоу             | Пояснение                               |
| -------------------------------- | ---------------------- | ------ | ------------------ | --- | --------------- | --------------------------------------- |
| Титла на WWE                     | Кофи Кингстон          | 1      | 8 април 2019       | 17  | Wrestlemania 35 | Побеждава Даниел Браян                  |
| Титла на Съединените щати на WWE | Самоа Джое             | 1      | 5 март 2019        | 51  | Smack down live | Побеждава Рей Мистерио,Р-трут и Андраде |
| Титла при жените на Разбиване    | Беки Линч              | 3      | 8 април 2019 г     | 17  | Wrestlemania 35 | Побеждава Шарлот Флайр и Роунда Роуси   |
| Отборни титли на Разбиване       | Джеф Харди и Мат Харди | 2      | 9 април 2019 г     | 16  | Wrestlemania 35 | Побеждават The Revival                  |

### Главни фигури
| Орган            | Позиция                          | Дата на започване | Дата на завършване |
| ---------------- | -------------------------------- | ----------------- | ------------------ |
| Винс Макмеън     | Собственик                       | 6 ноември 2001    | сега               |
| Стефани Макмеън  | Главен мениджър                  | 16 юли 2002       | 19 октомври 2003   |
| Пол Хеймън       | Главен мениджър                  | 21 октомври 2003  | 22 март 2004       |
| Кърт Енгъл       | Главен мениджър                  | 23 март 2004      | 20 юли 2004        |
| Теди Лонг        | Главен мениджър                  | 27 юли 2004       | 21 септември 2007  |
| Вики Гереро      | Главен мениджър                  | 25 септември 2007 | 6 април 2009       |
| Теди Лонг        | Главен мениджър                  | 7 април 2009      | 1 април 2012       |
| Трите Хикса      | Главен ръководител на операциите | 18 юли 2011       | сега               |
| Джон Лауринайтис | Главен мениджър                  | 1 април 2012      | 17 юни 2012        |
| Главни мениджъри | Гости                            | 18 юни 2012       | 20 юли 2012        |
| Букър Ти         | Главен мениджър                  | 3 август 2012     | сега               |
| Теди Лонг        | Главен съветник                  | 3 август 2012     | сега               |

## Лого
- Първото лого (1999–2001)
- Лого (2016–2019)